# Ludvig Holstein-Ledreborg
Johan Ludvig (Louis) Carl Christian Tido Holstein, greve till Ledreborg, född den 10 juni 1839, död den 1 mars 1912, var en dansk politiker, ättling till Johan Ludvig Holstein.
Holstein blev 1866 polit. kand. och övergick ett par år senare till katolicismen (som hans mor bekände sig till) samt utgav 1872 några polemiska skrifter mot Danska folkkyrkan. Holstein invaldes även detta år i folketinget och uppträdde där till en början avgjort mot vänsterns krav på parlamentarism; men redan 1874 slog han om och slöt sig följande år öppet till den förenade vänstern. 
Han hade väsentlig del i den politiska brytningen i april 1877, då han inte kunde tänka sig möjligheten av en provisorisk finanslag, men försökte bota skadan i november 1877. Holstein var därefter en av ledarna för den "moderata vänstern" samt till 1890 ordförande i finansutskottet. Holstein var en elegant talare och smidig dialektiker och spelade en framstående roll i kampen mot ministären Estrup.
År 1890 drog Holstein sig tillbaka från det politiska livet, därför att han inte såg någon frukt av sin verksamhet (bland annat hade han under 1887-88 förgäves sökt åstadkomma samförstånd mellan bönderna och godsägarna för att undantränga Estrup). Han var därefter bosatt i Freiburg i Schweiz, tills han 1895 vid faderns död blev länsgreve till Ledreborg.
År 1901 blev han erbjuden att inträda i den nya vänsterministären, men avslog anbudet. Även 1908 tackade han nej till att ingå i regeringen. Då J.C. Christensens och Niels Neergaards oenighet i augusti 1909 hotade med att hindra genomförandet av försvarslagarna och att komma hela det parlamentariska maskineriet att stanna, lät Holstein beveka sig till att överta konseljpresidiet.
Han bildade då en vänsterministär, där bägge ledarna inträdde. I slutet av 1909 kom Holstein i strid med medlemmar av högern i folketinget, och ett misstroendevotum mot ministären antogs, varefter Holstein lämnade in sin avskedsansökan och efter detta arbetade han inte aktivt inom politiken.